# Homalocephala texensis
La biznaga tonel mancacaballo (Homalocephala texensis) es una planta suculenta, miembro de la familia Cactaceae.

## Descripción
- Forma: solitaria, tallo circular aplanado de hasta 30 cm, con costillas muy marcadas entre 13 y 27.
- Espinas: duras, rígidas, centrales solo una, radiales entre 5 y 7.
- Flores: nacen en el ápice de la planta de color rosa o magenta.[4][5][6]

## Distribución
Es endémica del desierto chihuahuense en los estados de Chihuahua, Coahuila, Nuevo Leon y Tamaulipas, en México. En USA esta en Nuevo México y Texas.

## Hábitat
Habita en vegetación desértica y semidesértica, diversos tipos de matorrales como mezquital, matorral desértico microfilo, matorral submontano, entre otros.

## Estado de conservación
En México se considera endémica, aunque no se encuentra en ninguna categoría de protección de la NOM059. Está en preocupación menor (Least Concern = LC) en la lista roja de la IUCN (International Union for Conservation of Nature). En CITES (Convención sobre el Comercio Internacional de Especies Amenazadas de Fauna y Flora Silvestres)está ubicada en el Apéndice II.